# هواپیمایی کیش
هواپیمایی کیش، که با عنوان تجاری کیش ایر شناخته می‌شود یک شرکت هواپیمایی ایرانی است که در ۱۳۶۹ به مرکزیت جزیره کیش تأسیس شد.

## تاریخچه
شرکت هواپیمایی کیش با هدف توسعه فعالیت‌ها در جزیره زیبای کیش، از طریق برقراری ارتباط با مراکز استان‌های کشور و اتصال به کشورهای حاشیه خلیج فارس در سال ۱۳۶۹ تأسیس شد. لوگوی هواپیمایی کیش توسط آقای ساعد غفاریان در سال ۱۳۷۹ طراحی گردیده است. نشان هواپیمایی کیش نمادیست از پرنده‌ای در حال پرواز در برابر خورشید و برگرفته شده از غروب کیش و امواج دریا می‌باشد. این شرکت پس از ثبت و دریافت مجوزهای قانونی به عنوان یکی از شرکت‌های تابعه سازمان منطقه آزاد کیش و در قالب یک شرکت سهامی خاص، فعالیت خود را از خرداد همان سال با دو فروند هواپیمای اجاره‌ای شروع کرد. پس از طی دوره تأسیس و راه‌اندازی، از اواخر سال ۱۳۷۲ با تغییر استراتژی و رویکرد شرکت، به‌کارگیری متخصصان کارآزموده و رعایت اصل صرفه‌جویی و فعالیت مداوم سبب شد تا شرکت در مدت کوتاهی ضمن رفع مشکلات، به پیشرفت‌های قابل ملاحظه‌ای در زمینه بازرگانی، عملیات، فنی، خدمات فرودگاهی و پشتیبانی دست یابد که تحقق چنین اموری، بستر مناسبی را در جهت رشد و سازندگی فراهم آورد.
همزمان با گذراندن موفقیت‌آمیز دو دوره ابتدایی، دوره سوم به نام مرحله بازنگری و شکوفایی شرکت، از اواخر سال ۱۳۷۶ و با تغییر مجدد مدیریت، آغاز شد. کیش ایر در این زمان، ۱۰ فروند هواپیمای اجاره‌ای شامل هواپیمای یاک ۴۰ و توپولف ۱۵۴ در اختیار داشت که با تغییر سیاست‌های ارزی بانک مرکزی، عدم واگذاری ارز دولتی و افزایش نرخ ارز برای شرکت‌های هواپیمایی، امکان نگهداری و انجام حداقل ساعت پرواز تعیین شده برای آنها عملی نبود؛ لذا به منظور پیشگیری از ضرر و زیان احتمالی، تعداد هواپیماهای اجاره‌ای کاهش و درعوض، ساعت پرواز هواپیماهای باقیمانده افزایش یافت. از این مرحله می‌توان به عنوان آغاز دوره چهارم، یعنی اتخاذ استراتژی نوینی برای خروج از بحران مربوط یاد کرد.
عدم هماهنگی شرکت‌های غیردولتی به منظور خرید هواپیما و فشارهای ناشی از نرخ بالای اجاره بها با تغییر نرخ ارز سبب شد تفکر خرید هواپیما در کیش ایر بیش از پیش دنبال شود. افق بلند شرکت در جهت استقلال کامل، کارآفرینی و ارتقاء ایمنی، از دیگر شاخص‌هایی بود که کیش ایر را به خرید هواپیما، استفاده از خدمه پروازی ایرانی به جای خدمه پروازی خارجی و انجام امور مهندسی تعمیرات در داخل تشویق می‌کرد. این امر اگرچه وقت گیر، پرهزینه و پرزحمت بود؛ ولی نتیجه مثبت در ابعاد مختلف، به ویژه اقتصادی برای شرکت، سازمان منطقه آزاد کیش و کشور دربرداشت. اکنون نیز در مرحله پنجم از تاریخچه کیش ایر، مدیریت شرکت توانسته‌است سیاست استراتژی نوین خویش را به مرز بلوغ برساند که ثمره آن را می‌توان افزایش ناوگان ملکی و نیز جایگزینی هواپیمای غربی به جای هواپیمای شرقی دانست و در حال حاضر این شرکت دارای ۱۱ فروند هواپیما در ناوگان خود است.

## عضویت یاتا
کیش جز ۵ شرکت ایرانی عضو یاتا، با شماره عضویت ۷۸۰، می‌باشد که دارای گواهینامه IOSA می‌باشد. هم‌اکنون نیز این شرکت دارای این گواهینامه از این سازمان را دارد.

## مقصدهای پروازی

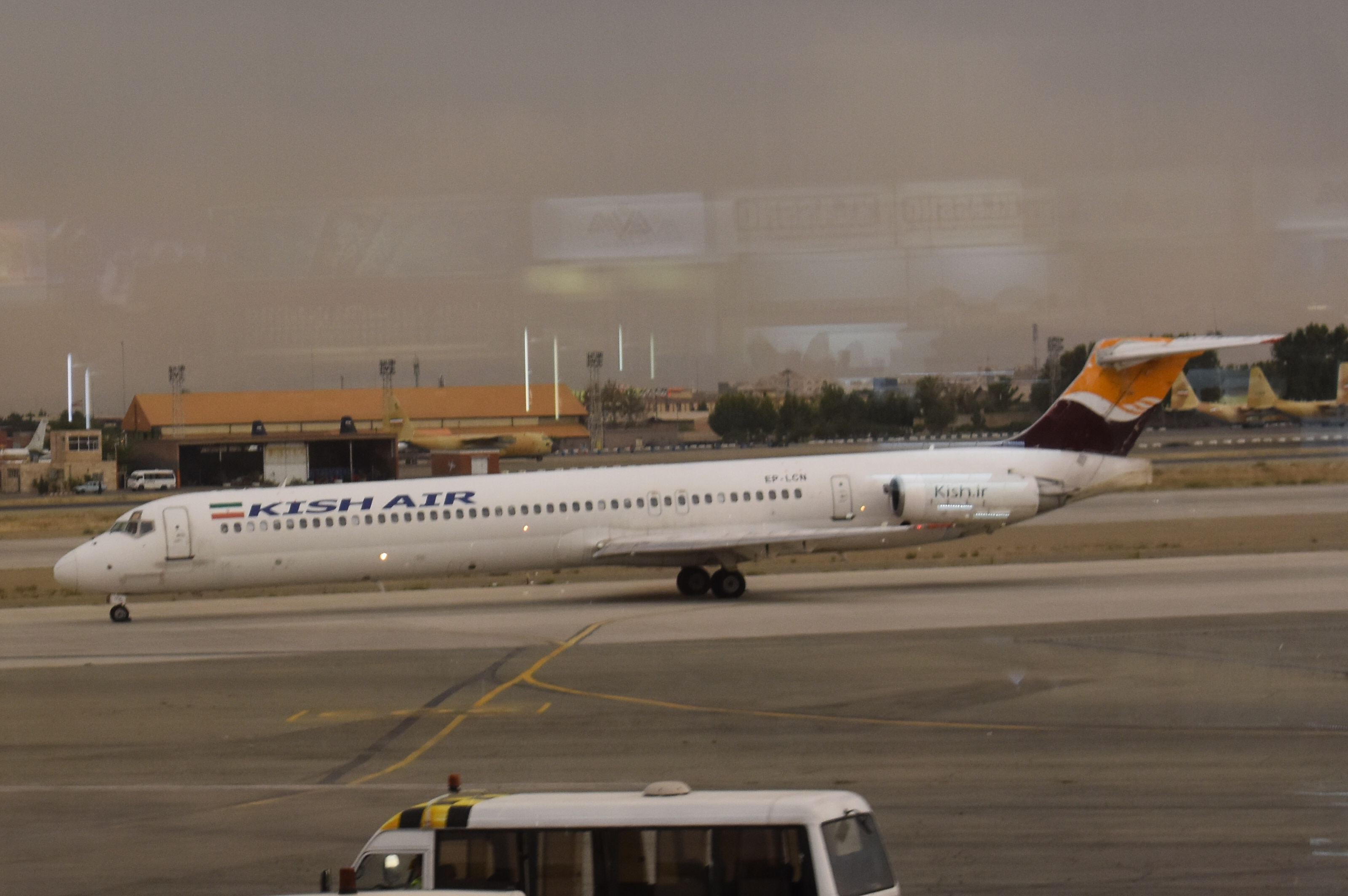
یک فروند هواپیمای ام-دی ۸۰ کیش ایر

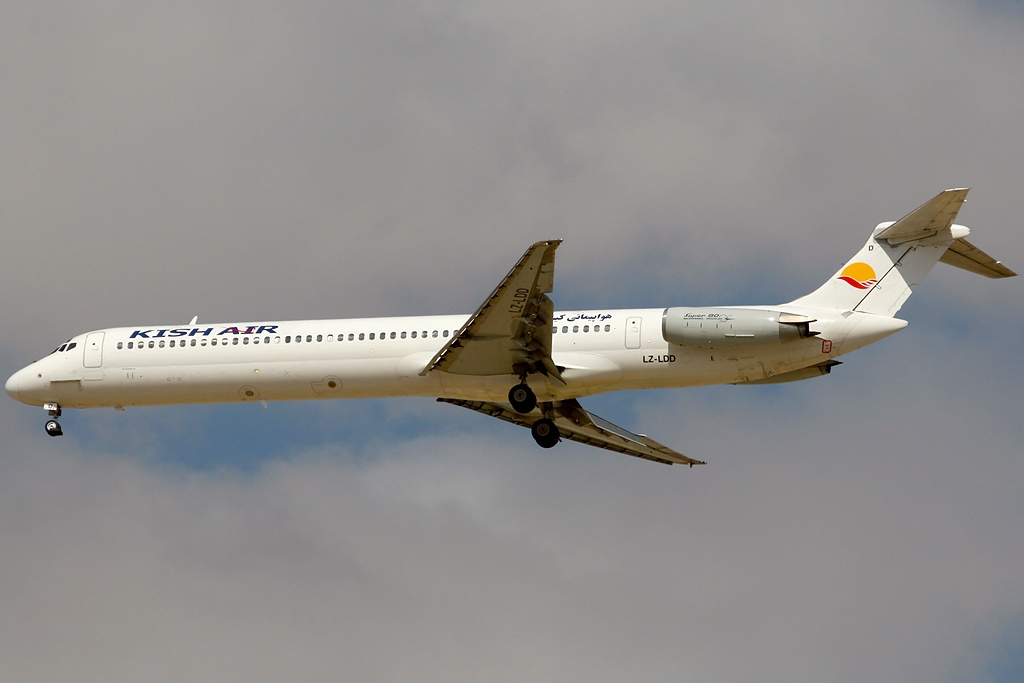
یک فروند هواپیمای ام-دی ۸۲ کیش ایر درحال فرود در فرودگاه مهرآباد تهران

مقاصد پروازی کیش ایر از سه شهر مختلف کیش، تهران و مشهد:

## ناوگان

### ناوگان فعلی

#### ایرباس ۳۲۱
در مهر و آبان ۱۳۹۵ برای توسعه ناوگان این شرکت، دو فروند ایرباس ۳۲۱ از یک شرکت اوکراینی به اجاره این شرکت درآمد. گفتنی است هر دو فروند آن با رجیستر اوکراینی فعالیت می‌کردند تا اینکه یکی از آن‌ها در شهریور ۱۳۹۷ به مالکیت و رجیستر این شرکت درآمد‌. لازم به ذکر است این ایرباس در حال حاضر فعال نیست‌. دومین ایرباس نیز در خرداد ماه ۱۴۰۰ پس از ماه‌ها چک سنگین، فعال شد و آغاز به فعالیت کرد. هر دوی این ایرباس ها سال ۲۰۰۶ ساخته شده‌اند.

#### مک‌دانل داگلاس ام‌دی-۸۰
اولین ام‌دی-۸۰ این شرکت در دی ۱۳۸۳ از یک شرکت بلغاری به شرط تملک به صورت اجاره ای وارد کشور شد. در سال ۱۳۸۶ برای انجام تغییرات اساسی از کشور خارج شد ولی در هنگام بازگشت به خاطر فشار دولت آمریکا مدت‌ها در خارج از کشور زمین گیر بود سپس با تغییرات مالکیت در بهمن ۱۳۸۷ به صورت اجاره‌ای به شرط تملک وارد کشور شد و بعد از مدت‌ها پرواز کرد. در نهایت در دی ۱۳۸۸ به رجیستر این شرکت درآمد و تبدیل به اولین مالک ایرانی ام‌دی-۸۰ درآمد.
مابقی ام‌دی-۸۰های این شرکت بین خرداد ۱۳۸۸ تا اسفند ۱۳۸۹ وارد شد و بین خرداد ۱۳۹۰ تا آذر ۱۳۹۱ همگی به رجیستر این شرکت درآمدند. این شرکت بعد از هواپیمایی زاگرس، در کنار هواپیمایی آتا، بیشترین ام‌دی-۸۰ به تعداد ۷ فروند در اختیار دارد که همگی فعال می‌باشند.قدیمی ترین آنها برای سال1987 و جدیدترین آنها برای سال 1995 میباشد

#### فوکر ۱۰۰
در دی ۱۳۹۱، این شرکت ۳ فروند هواپیمای فوکر ۱۰۰، به صورت ملکی، وارد ناوگان خود کرد و هم‌اکنون 1 فروند آن‌ها که ساخت 1991 است در خط پروازی می‌باشد و یک فروند آن از سال ۱۳۹۵ انبار قطعه برای دیگر فوکر ۱۰۰ها شدهمچنین 1 فروند دیگر هم به علت نداشتن موتور زمینگیر می باشد.

### ناوگان پیشین

#### بوئینگ ۷۰۷
در اواسط دهه ۱۳۷۰ کیش ایر از هواپیمایی ساها یک فروند بوئینگ ۷۰۷ اجاره نمود و بعد از مدتی دوباره این هواپیما به شرکت مبدأ بازگردانده شد.

#### بوئینگ ۷۳۷
در آبان ۱۳۹۶ یک فروند هواپیمای ۷۳۷ سری ۵۰۰، با چیدمان صندلی ۱۳۲ اکونومی، از یک شرکت اوکراینی اجاره شد. این هواپیما ۹ ماه در اختیار کیش ایر بود و سپس در اسفند ۱۳۹۷ توسط هواپیمایی وارش خریداری و به مالکیت آن شرکت درآمد.

#### بوئینگ ۷۵۷
در محدوده سال ۱۳۸۸، هواپیمایی کیش، یک فروند هواپیمای بوئینگ ۷۵۷ از یک شرکت یونانی اجاره نمود. این هواپیما عمر چندانی نداشت و چون به صورت اجاره در ایران حضور داشت، به شرکت مبدأ بازگردانده شد.

#### ایرباس ۳۲۰
کیش ایر در راستای بهبود بخشید به ناوگان خود، ۲ فروند ایرباس ۳۲۰ از اردن اوییشن به اجاره خود درآورد. اولین فروند آن بین اسفند ۱۳۹۴ تا فروردین ۱۳۹۷ پرواز کرد و دومین فروند آن بین فروردین ۱۳۹۵ تا شهریور ۱۳۹۷ برای این شرکت با رجیستر اردنی پرواز کرد.

#### فوکر ۵۰
بین سال‌های ۱۳۸۰ تا ۱۳۸۳، هواپیمایی کیش ایر ۶ فروند هواپیمای فوکر ۵۰ را وارد ناوگان خود کرد. این هواپیماها تا سال ۱۳۹۱ برای این شرکت پرواز کردند. سرنوشت این ۶ فروند بدین گونه بود که یک فروند آن در سال ۱۳۸۳ در فرودگاه شارجه دچار سانحه شد و ۴ فروند دیگر آن نیز در سال ۱۳۹۱ به هواپیمایی قشم فروخته شد و یک فروند آن نیز در ابتدای همان سال برای همیشه در فرودگاه کیش زمین گیر شد.

#### فوکر ۱۰۰
در سال ۱۳۸۷ اولین فوکر ۱۰۰ها وارد این شرکت شد که یک فروند آن در همان سال پس از مدتی به هواپیمایی آسمان منتقل شد. دومین فروند در مرداد همان سال به صورت اجاره‌ای وارد این شرکت شد و تا مهر ۱۳۸۹ پرواز کرد و به ایران ایر منتقل شد. در اوایل ۱۳۸۹ یک فروند نیز اجاره شد که در همان سال به ایران ایر منتقل شد. در دی ۱۳۹۱ به تعداد ۳ فروند وارد کشور شدند که یکی از آن‌ها در سال ۱۳۹۵ زمین گیر و تبدیل یه انبار قطعه شد.

#### مک‌دانل داگلاس ام‌دی-۸۰
در اسفند ۱۳۸۵ یک فروند ام‌دی-۸۰ از یک شرکت بلغاری اجاره شد. در اواخر همان اسفند هواپیما عازم دوبی بود که به دلیل نیمه بازشدن چرخ‌ها فرود سخت انجام داد و برای همیشه زمین گیر شد. در سال ۱۳۸۷ دو فروند ام‌دی-۸۰ وارد این شرکت شدند که بین شهریور ۱۳۸۷ تا خرداد ۱۳۹۰ به صورت اجاره ای با رجیستر اوکراینی برای این شرکت پرواز کردند، که یک فروند از آن‌ها بعدها در تیر ۱۳۹۱ وارد هواپیمایی زاگرس شد و تملک و رجیستر این شرکت درآمد.

#### توپولوف ۱۵۴
هواپیمایی کیش‌ایر، بعد از هواپیمایی ایران ایرتور بیشترین تعداد توپولف ۱۵۴ را در ناوگان خود در اختیار داشته‌است که در کل 14 فروند بوده اند. در خلال سال‌های ۱۹۹۱ تا ابتدای سال ۲۰۱۰، زمانی که در زمستان ۱۳۸۹ توپولف ۱۵۴ از بخش مسافربری خارج شد،  12 فروند را به اجاره خود درآورد بود و تعدادی نیز به تملک و رجیستر این شرکت درآمده بودند.
| هواپیما               | تعداد  | ظرفیت   | توضیحات                                                       |
| --------------------- | ------ | ------- | ------------------------------------------------------------- |
| بوئینگ ۷۰۷            | ۱      | ۱۶۵     | اجاره شده از ساها                                             |
| بوئینگ ۷۳۷            | ۲      | ۱۳۲     | اجاره شده از یک شرکت اوکراینی                                 |
| بوئینگ ۷۵۷            | ۱      | ۲۰۰     | اجاره شده از یک شرکت یونانی                                   |
| ایرباس ۳۲۰            | ۲      | ۱۶۶     | اجاره شده از اردن اوییشن                                      |
| فوکر ۵۰               | ۶      | ۴۰      | ۴ فروند به قشم منتقل شدند ۱ فروند زمین گیر ۱ فروند سانحه دیده |
| فوکر ۱۰۰              | ۳      | ۱۰۹     | ۳ فروند منتقل شده ۱ فروند آن انبار قطعه شد                    |
| مک‌دانل داگلاس ام‌دی-۸۰ | ۳      | ۱۵۶     | ۱ فروند سانحه دیده ۲ فروند منتقل شده                          |
| توپولف تو-۱۵۴         | نامشخص | ۱۵۸–۱۸۰ | خارج شدن توپولف ۱۵۴ از بخش مسافربری در ایران                  |

## سوانح و حوادث

### سوانح
- ۲۱ بهمن ۱۳۸۲ یک فروند فوکر-۵۰ متعلق به هواپیمایی کیش ایر در هنگام فرود آمدن در فرودگاه شارجه به زمین برخورد کرد و ۴۳ نفر از ۴۵ مسافر آن کشته شدند.

### حوادث
- در ۲۸ شهریور ۱۳۷۴ یک فروند هواپیمای بوئینگ ۷۰۷ که از تهران عازم کیش بود توسط شخصی به نام رضا جباری ربوده و نهایتاً در یک پایگاه هوایی نیروی هوایی اسرائیل در نزدیکی ایلات به زمین نشست.
- در ۹ خرداد ۱۳۸۸، در مسیر اهواز - تهران، ۱۵ دقیقه پس از پرواز مأموران امنیت پرواز هواپیما متوجه جاسازی یک بمب دست‌ساز در داخل دستشویی هواپیما شدند و هواپیما بلافاصله در فرودگاه اهواز به زمین نشست و پس از تخلیه مسافران با تلاش مأموران، این بمب دست‌ساز خنثی شد.[۵]
- در ۲۹ بهمن ۱۳۸۸، در پرواز مسیر تهران - کیش به شماره ۷۰۸۱ که با بوئینگ ۷۵۷ تحت اجاره شرکت کیش ایر انجام گرفت در صفحه مانیتور اعلام مسیر هواپیما از نام خلیج عربی به جای خلیج فارس استفاده شد که با اعتراض برخی مسافران و خبرنگاران مواجه شد که در واکنش سرمهماندار یونانی این پرواز به گونه‌ای توهین‌آمیز با مسافران برخورد نمود. این حادثه واکنش‌های زیادی در پی داشت. مهماندار یونانی با هماهنگی مدیرعامل هواپیمایی کیش‌ایر روز بعد به پلیس مهاجرت و اتباع خارجی مستقر در کیش احضار و به دلیل رفتار ناشایست و اقدام غیرمسئولانه اقامتش باطل شد.[۶] حمید بهبهانی وزیر راه و ترابری وقت پس از اتفاقات پرواز کیش ایر دستور داد تا با مسببان اصلی برخورد شود و اینکه مسوولان کیش ایر باید توبیخ شوند. حسن علی‌دادی امام جمعه کیش نیز ضمن انتقاد از این ماجرا بیان داشت که این‌گونه اهمال کاری‌ها به هیچ وجه نباید انجام شود. رامین مهمانپرست سخنگوی وقت وزارت خارجه نیز ضمن محکوم کردن این اقدام بیان داشت: «استفاده از عنوان‌های دیگر و به‌کارگیری هر نامی غیر از خلیج فارس برای آن، اقدامی کاملاً غیرحقوقی و غیراصولی است.»[۷][۸][۹]
- ۱۸ فروردین ۱۳۹۱، پرواز فوکر کیش - تهران پس از حدود ۱ ساعت از برخاستن به دلیل نقص فنی مجدداً به فرودگاه کیش بازگشت.[۱۰]
- در ۱۲ دی ۱۳۹۲، هواپیمای مسیر کیش - اصفهان پس از گذشت مدتی از پرواز به دلیل نقص فنی به کیش بازگشت.[۱۱]
- در ۲۲ خرداد ۱۳۹۴ پرواز کیش - یزد در حالی‌که به نزدیکی یزد رسیده بود به علت نقص فنی در پمپ هیدرولیک موتور سمت چپ مجبور به بازگشت به کیش شد.[۱۲]
- در ۲۵ مرداد ۱۳۹۶ پرواز هواپیمای MD80 به شماره ۷۰۸۹ در مسیر تهران - بندرعباس، ۵ دقیقه بعد از پرواز به علت انفجار و آتش‌سوزی در موتور سمت راست مجبور به بازگشت به فرودگاه مهرآباد شد.[۱۳]
- در ۵ اسفند ۱۳۹۷ یک فروند فوکر۱۰۰به شماره پرواز Y97072 هواپیمایی کیش ایر در مسیر کیش به مشهد با یک ساعت تأخیر در ساعت ۱۷:۴۵ از زمین بلند شد و پرواز کرد. اما پس از ۱۵ دقیقه پرواز، به‌علت نقص فنی، خلبان هواپیما مجبور به فرود اضطراری شد و دوباره در فرودگاه کیش به زمین نشست. در این حادثه به کسی آسیب نرسید. اما مسافران، یک روز تلخ و ترسناک را تجربه کردند و پس از ۲ ساعت انتظار با یک فروند هواپیمای جایگزین، فرودگاه کیش را به مقصد مشهد ترک کردند.
- در ۱۳ اسفند ۱۴۰۰ یک فروند فوکر۱۰۰به شماره پرواز 7072 هواپیمایی کیش ایر در مسیر کیش به مشهد از زمین  بلند شد و به‌دلیل نقص فنی و باز نشدن چرخ به کیش بازگشت.
- هواپیمای MD کیش‌ایر به رجیستر EP-LCN شامگاه روز 30 بهمن پرواز تهران به شیراز را آغاز کرده بود، به علت اشکال در سیستم سوخت‌رسانی، از فراز دریاچه نمک به تهران بازگشت.
- در ۱۲ آذر ۱۴۰۳، هواپیمای مسیر کیش - اصفهان بویینگ MD,پس از قرار گرفتن روی باند به دلیل گرمای موتور قادر به پرواز نشد و مجددا به اشیانه بازگشت. کارمند کیش ایر در فرودگاه با مسافران درگیر شد و مدعی گردید چون پرواز چارتر هست علی رغم پنج ساعت تاخیر شرکت مسولیتی ندارد.